# Epic: The Poetry of War
Epic: The Poetry of War – piąty album studyjny kanadyjskiego zespołu deathmetalowego Kataklysm. Wydawnictwo ukazało się 3 września 2001 roku nakładem wytwórni muzycznej Nuclear Blast. Nagrania zostały zarejestrowane w Victor Studio w Montrealu pomiędzy lutym a marcem 2001 roku.

## Lista utworów
Opracowano na podstawie materiału źródłowego.
1. "Il Diavolo in Me" - 03:25
2. "Damnation Is Here" - 04:34
3. "Era of the Mercyless, Roma: Part 1" - 03:32
4. "As the Glorious Weep, Roma: Part 2" - 04:12
5. "Shivers of a New World" - 04:07
6. "Manipulator of Souls" - 03:42
7. "Wounds" - 04:54
8. "What We Endure" - 04:57
9. "When Time Stands Still" - 06:15